# Nikołaj Ugłanow
Nikołaj Aleksandrowicz Ugłanow (ros. Николай Александрович Угланов, ur. 5 grudnia?/17 grudnia 1886 w guberni jarosławskiej, zm. 31 maja 1937 w Moskwie) – rosyjski socjaldemokrata i komunista, działacz partyjny RKP(b) i WKP(b). Członek Komitetu Centralnego RKP(b)/WKP(b) (1923-1930), zastępca członka Biura Politycznego KC RKP(b)/WKP(b) (1926-1929), członek Biura Organizacyjnego KC (1924-29), sekretarz KC (1924-29), sekretarz odpowiedzialny RKP(b)/WKP(b) w Moskwie i guberni moskiewskiej (1924-28). Jeden z przywódców tzw. prawicowej opozycji (1928-30). Ofiara wielkiej czystki.

## Życiorys
W 1907 wstąpił do Socjaldemokratycznej Partii Robotniczej Rosji (SDPRR), od listopada 1908 do listopada 1911 służył w armii rosyjskiej. Po wybuchu I wojny światowej w 1914 zmobilizowany, w lipcu 1916 został ranny i zdemobilizowany. W 1917 był sekretarzem Piotrogrodzkiego Związku Pracowników Handlowo-Przemysłowych i członkiem Piotrogrodzkiego Komitetu Wojskowo-Rewolucyjnego, od 1918 przewodniczący Komisji do Organizacji Oddziałów Żywnościowych (tzn. bolszewickich oddziałów specjalnych rekwirujących żywność chłopom) i przewodniczący piotrogrodzkiej okręgowej komisji do walki z dezercją, następnie komisarz wojskowy. Od 21 lutego do grudnia 1921 sekretarz odpowiedzialny piotrogrodzkiego gubernialnego komitetu RKP(b), w marcu 1921 brał udział w stłumieniu powstania w Kronsztadzie jako komisarz wojskowy Północnej Grupy Wojsk Frontu Kronsztadzkiego, w latach 1921-1922 członek Północnego Obwodowego Biura KC RKP(b), przewodniczący Piotrogrodzkiej Rady Związków Zawodowych, od 16 marca 1921 do 27 marca 1922 zastępca członka KC RKP(b), od lutego do kwietnia 1922 kierownik Wydziału Organizacyjnego Niżnonowogrodzkiego Gubernialnego Komitetu RKP(b) i zastępca sekretarza odpowiedzialnego tego komitetu. Od 29 kwietnia 1922 do 22 sierpnia 1924 sekretarz odpowiedzialny Niżnonowogrodzkiego Gubernialnego Komitetu RKP(b), 
Od 25 kwietnia 1923 do 26 czerwca 1930 członek KC RKP(b)/WKP(b), od 20 sierpnia 1924 do 29 kwietnia 1929 członek Biura Organizacyjnego KC RKP(b)/WKP(b). Od 20 sierpnia 1924 do 29 kwietnia 1929 sekretarz KC RKP(b)/WKP(b). Od 1 stycznia 1926 (plenum KC po XIV zjeździe RKP(b)) do 29 kwietnia 1929 zastępca członka Biura Politycznego KC RKP(b)/WKP(b).  Od września 1924 do 27 listopada 1928 sekretarz odpowiedzialny Moskiewskiego Gubernialnego Komitetu RKP(b)/WKP(b) (kierujący partią w Moskwie i guberni). Od 29 listopada 1928 do 3 sierpnia 1930 komisarz ludowy pracy ZSRR. Związany z Nikołajem Bucharinem, Aleksiejem Rykowem i Michaiłem Tomskim (tzw. prawicowej opozycji w WKP (b)), przeciwstawiał się wraz z nimi forsowanej przez Stalina od stycznia 1928 polityce odejścia od dotychczasowej polityki gospodarczej ZSRR - NEPu poprzez przyśpieszoną przymusową kolektywizację rolnictwa. Utracił funkcje partyjne i państwowe w konsekwencji pokonania przez Stalina tej opozycji (1929/1930). 
W latach 1930–1932 przewodniczący Astrachańskiego Gosrybtrustu (zjednoczenia przemysłu rybnego). Od marca do 9 października 1932 szef Wydziału Produkcji Towarów Szerokiego Zapotrzebowania Ludowego Komisariatu Przemysłu Ciężkiego ZSRR. W związku z tzw. sprawą Martemiana Riutina 9 października 1932 wykluczony z WKP(b), 17 lutego 1933 aresztowany przez OGPU, 16 kwietnia 1933 uwolniony. Od maja 1933 do sierpnia 1936 zarządca trustu w Tobolsku, 10 marca 1934 przywrócony w prawach członka partii. 
U progu wielkiej czystki, w czasie pokazowego pierwszego procesu moskiewskiego, na  którym w zeznaniach oskarżonych padło jego nazwisko, 23 sierpnia 1936 został aresztowany przez NKWD. 31 maja 1937 skazany na śmierć przez Kolegium Wojskowe Sądu Najwyższego ZSRR z zarzutu udziału w antysowieckim centrum terrorystycznym. Rozstrzelany tego samego dnia. Ciało skremowano w krematorium na Cmentarzu Dońskim, prochy pochowano anonimowo.
18 lipca 1989 pośmiertnie zrehabilitowany postanowieniem plenum Sądu Najwyższego ZSRR.
Odznaczony Orderem Czerwonego Sztandaru (1921).